# 冯祺
冯祺（1981年8月13日—），籍贯浙江绍兴，是中国职业足球运动员，司职后卫，目前属于上海申花。
冯祺1995年进入上海市少体校，1999年进入上海申花梯队。2003年，他获得了一定出场机会，以其速度优势见称，一度入选了中国国奥队。不过之后他逐渐失去位置，2006年为了寻求发展转投同城上海联城。2007年，联城与申花合并，结果冯祺再次回到申花。2010年，他并未进入球队一线队名单。